# Дарсонвализация

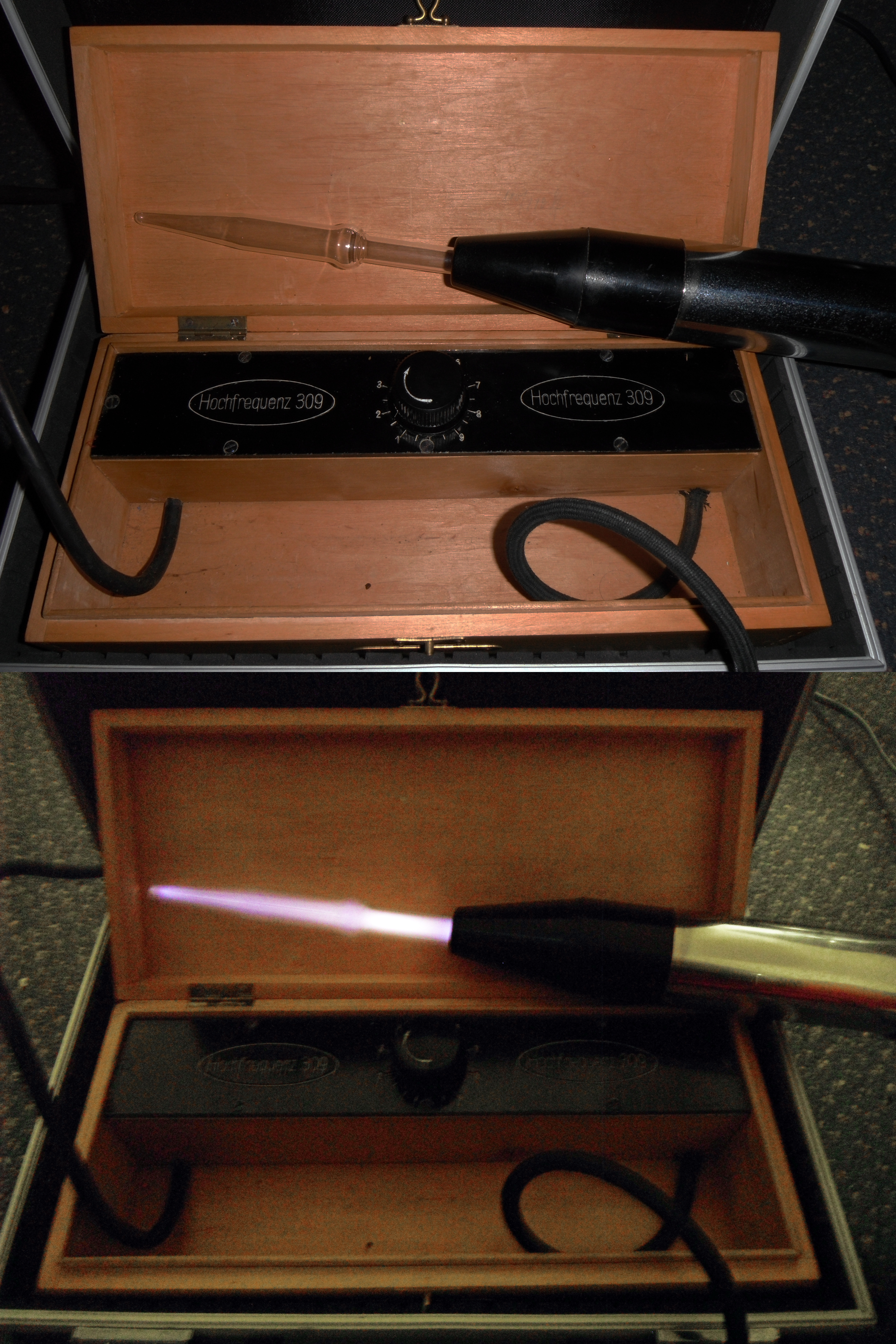
Аппарат Hochfrequenz 309 (1950-х годов или ранее). Электрод в выключенном и включённом состоянии

Дарсонвализа́ция — методика электротерапии посредством импульсного электрического тока или импульсного электромагнитного поля высокой частоты. Методика названа по фамилии автора, Арсена Д’Арсонваля, предложившего её в 1891 году.
Существует два вида дарсонвализации — местная и общая (индуктотерапия). Местная дарсонвализа́ция — физиотерапевтическое воздействия на поверхностные ткани и слизистые оболочки организма человека слабым (до 200 мА) импульсным током высокой частоты (100—500 кГц) и высокого напряжения (до 30 кВ и более). Общая дарсонвализа́ция — воздействие слабым импульсным электромагнитным полем высокой частоты на весь организм больного.
Дарсонвализация, наряду с диатермией и ультратонтерапией, относится к разделу высокочастотной электротерапии, однако некоторые классификации вместо термина «высокочастотная электротерапия», пользуются термином «среднечастотная электротерапия».

## История
Жак Арсен Д’Арсонваль, французский физиолог и физик, изучал возможности применения электромагнетизма в медицине в 1880-х годах. В 1890 году он изучал действие переменного тока на тело человека, и обнаружил, что с увеличением частоты тока сверх 10 КГц нервно-мышечная реакция на ток уменьшается, и импульсы тока высокой частоты не вызывают поражения, болезненных ощущений и сокращений мышц, но всего лишь нагревает ткани тела. Одновременно с Д’Арсонвалем то же наблюдение сделал Никола Тесла. В 1891 году Д’Арсонваль направил Société de biologie статью со своими наблюдениями и предположением терапевтического эффекта тока высокой частоты (2-3 МГц). Аппараты Д’Арсонваля применялись начиная с конца XIX века, и получили широкую популярность к 1930-м годам.
Дарсонвализация официально использовалась для физиотерапии на территории СССР в широких масштабах. Аппарат д’Арсонваля имелся в наличии в каждом кабинете физиотерапии.
На 2009 год систематических обзоров клинической эффективности местного применения дарсонвализации не существует; общая дарсонвализации в современной физиотерапии вышла из употребления.

### Violet Ray
В США производятся, продаются и официально используются в медучреждениях аппараты электролимфатической терапии (Electro-Lymphatic Therapy), работающие по принципу дарсонвализации. Автором технологии Electro-Lymphatic Therapy считается американский мистик, медиум и «целитель» Эдгар Кейси, «изобрётший» в 40-х годах прошлого «фиолетовый луч» (Violet Ray). Ограничения на использование американскими производителями технологии дарсонвализации связаны с патентной войной, развязанной другим её американским изобретателем Роялом Реймондом Райфом. В США производители аппаратов «Violet Ray» неоднократно наказывались судом за недостоверную рекламу и приговаривались к штрафам и уничтожению аппаратуры.

## Описание
При местной дарсонвализации ток проводят через стеклянный вакуумный электрод, перемещаемый по поверхности тела, по слизистой оболочке полости рта, волосистой поверхности головы, или через специальный электрод, вводимый в прямую кишку. Под влиянием местной дарсонвализации расширяются кровеносные сосуды, активизируется кровообращение, улучшается питание тканей.
Один из эффектов применения дарсонвализации — вегетососудистая реакция, сопровождающаяся усилением микроциркуляции, устранением сосудистых спазмов, снижением артериального давления, расширением артериол и капилляров и изменением сосудистой проницаемости. Улучшается также и деятельность венозной системы — повышается тонус стенок венул, уменьшается венозный стаз и усиливается венозный отток.
Активизация кровообращения, в том числе и в стенках самих сосудов, улучшает их функциональное состояние. В сочетании с прекращением сосудистого спазма и ишемии это обеспечивает повышение активности обменно-трофических процессов, в первую очередь в коже и подкожных тканях.

## Показания и противопоказания
В ряде стран дарсонвализация может применяться при нарушениях в поверхностных тканях и слизистых оболочках, а также волосяном покрове. А также — для проведения косметических процедур.
Противопоказаниями к использованию являются злокачественные опухоли, доброкачественные опухоли в месте проведения процедуры, эпилепсия, кардиоаритмия, беременность, тромбофлебит, туберкулёз лёгких и некоторые другие. Также противопоказанием является использование кардиостимулятора.